# 成美堂出版
成美堂出版株式会社（せいびどうしゅっぱん）は、日本の出版社。所在地は東京都新宿区新小川町。

## 概要
1949年（昭和24年）に創業。1969年（昭和44年）1月7日に株式会社に改組。
家庭実用書、就職・資格ガイド、ビジネス書、旅行ガイド、語学書、児童書、文庫などを出版している。
河出書房の二代目社長・河出孝雄の希望により、かつて岐阜にあった「成美堂書店」の社名を継ぐ形で現存する、英語教科書出版を主に手掛ける「株式会社成美堂」とは別の法人である。

## 出版物

### 発行雑誌一覧
- English Plus
- 季刊KYOTO
- 鉄道ジャーナル - 2010年に版元の鉄道ジャーナル社の経営を竹島紀元から引き継いだ。2025年4月発行の同年6月号をもって休刊。

### 発行文庫一覧
- 成美文庫